# José Maria Pacheco de Aguiar
José Maria Pacheco de Aguiar (Porto Judeu, 8 de dezembro de 1803 — Porto Judeu, 31 de julho de 1876) foi um padre, professor e escritor.

## Biografia
Nasceu no Porto Judeu a 8 de Dezembro de 1803, filho de Francisco João de Aguiar e de Mariana Vitorina. Após ter cursado os estudos preparatórios no Convento de São Francisco de Angra, em 1825 professou no Mosteiro dos Eremitas Calçados da Graça da cidade de Angra, seguindo no ano imediato, de 1826, por indicação do prelado e a expensas da Ordem, para o Colégio dos Eremitas Descalços de Santo Agostinho, em Coimbra, no sentido de se habilitar para o múnus sacerdotal e para a docência. 
Em 1828 transferiu-se para o Convento do Pópulo, em Braga, onde concluiu os preparatórios de Teologia e foi ordenado presbítero e depois ultimou a sua preparação de Mestre. Permaneceu como professor naquele convento, ensinando Teologia Dogmática e Moral, até 30 de Maio de 1834, data em que foram extintos os conventos e passou à condição de egresso. Fixou-se então na cidade do Porto, onde durante doze anos exerceu o professorado nos colégios de Passos e de Fonseca.
A 24 de Janeiro de 1848 foi apresentado prior da Igreja de Santa Eulália, na então vila de Águeda, Diocese de Aveiro, onde se distinguiu no combate à cólera-morbus. Por Decreto de 28 de Julho de 1852 foi nomeado cónego da Sé de Coimbra, cargo que não aceitou. Contudo, em 1854 assumiu a regência de uma das disciplinas de ciências eclesiásticas em Coimbra.
Por decreto de 31 de Maio de 1862, foi nomeado titular do cabido da Sé de Angra, com o ónus de ensino, por dez anos, no Seminário Episcopal de Angra, instituição na qual proferiu a oração de sapiência na inauguração solene do Seminário em 9 de Novembro de 1862. Na sua actividade docente evidenciou-se como um dos docentes mais cultos, ensinando História Sagrada e Eclesiástica durante 14 anos.
Publicou diversas obras sob pseudónimo. Faleceu em 31 de Julho de 1876, vítima de uma congestão cerebral.